# Petit lac Jacques-Cartier
Pour les articles homonymes, voir Jacques Cartier (homonymie).
Le Petit lac Jacques-Cartier est un plan d'eau douce qui se déverse dans la rivière Jacques-Cartier Sud, dans le territoire non organisé de Lac-Jacques-Cartier, dans la municipalité régionale de comté (MRC) La Côte-de-Beaupré, dans la région administrative de la Capitale-Nationale, dans province de Québec, dans Canada.
Le Petit lac Jacques-Cartier est situé dans la réserve faunique des Laurentides.
Cette petite vallée est desservie par quelques routes secondaires desservant cette zone pour les besoins de la foresterie, des activités récréotouristiques.
La foresterie est la principale activité économique du secteur; tourisme récréatif, deuxième.
La surface du Petit lac Jacques-Cartier est généralement gelée du début décembre à la fin mars, mais la circulation sécuritaire sur la glace se fait généralement de la mi-décembre à la mi-mars.

## Géographie
Les principaux bassins versants voisins du Petit lac Jacques-Cartier sont du côté nord la rivière Jacques-Cartier Sud, la rivière Jacques-Cartier Nord-Ouest, le lac Charles-Savary. On voit du côté est la rivière Jacques-Cartier Nord-Ouest, la rivière Jacques-Cartier et la rivière Rocheuse. On retrouve du côté sud le lac Gregory, la rivière Tourilli et la rivière Sainte-Anne. Finalement, du côté ouest, on rencontre la rivière Jacques-Cartier Nord-Ouest.
Enclavé entre les montagnes, le Petit lac Jacques-Cartier comporte une longueur de 3,9 km, une largeur de 1,75 km et une altitude de 674 m. Ce lac comporte deux petites îles et une île centrale laquelle est enlignée dans le sens nord-sud avec deux presqu'îles. Ce lac est surtout alimenté par la décharge des lacs Collins, Poitevin et Mesy, la décharge des lacs Haltère et Garneau, la décharge du lac Lairet et la décharge du lac Doux.
Située au fond d'une petite baie au nord-est, l’embouchure de ce lac comporte un barrage. Cette embouchure est située à 2,3 km au sud-ouest d'une courbe de la rivière Jacques-Cartier Nord-Ouest, à 7,2 km à l'ouest de la confluence de la rivière Jacques-Cartier Nord-Ouest et de la rivière Jacques-Cartier, à 5,0 km au sud-est de la confluence de la rivière Jacques-Cartier Nord-Ouest et de la rivière Jacques-Cartier Sud.
À partir de l’embouchure du Petit lac Jacques-Cartier, le courant coule vers le nord en suivant le cours de la rivière Jacques-Cartier Sud. Ensuite, elle va 11,7 km vers l'est en descendant la rivière Jacques-Cartier Nord-Ouest. Finalement, elle coule vers le sud en suivant le courant de la rivière Jacques-Cartier, jusqu’à la rive nord-ouest du fleuve Saint-Laurent.

## Toponymie
Jacques Cartier (Saint-Malo, France, 1491 – Saint-Malo, 1557), explorateur et navigateur, effectue trois voyages au Canada entre 1534 et 1542. Il s'aventure au Nouveau Monde en 1534, chargé par François Ier de trouver de l'or et un passage vers l'Asie. Il explore l'île d'Anticosti, le golfe du Saint-Laurent et, le 24 juillet, il érige une croix dans la baie de Gaspé en signe d'appropriation des lieux. Au cours de son second périple, en 1535, Cartier remonte le fleuve Saint-Laurent jusqu'à Hochelaga (Montréal) et il passe un hiver difficile à Stadaconé (Québec). Enfin, en 1541, sous les ordres de Roberval, Cartier tente d'établir la première colonie française en Amérique. Il se fixe à l'embouchure de la rivière Cap-Rouge qu'il nomme Charlesbourg-Royal. Cartier quitte la colonie en juin 1542, alors que Roberval est en route pour le Canada. Ils se rencontrent à Terre-Neuve, et Cartier choisit de retourner à Saint-Malo. Premier cartographe du Saint-Laurent, il reconnaît que l'or et les diamants trouvés s'avèrent être de la pyrite de fer et du quartz.
Le toponyme "Petit lac Jacques-Cartier" a été officialisé le 5 décembre 1968 par la Commission de toponymie du Québec.